# Токката
Токка́та (итал. toccata от toccare — трогать, касаться) — первоначально всякое произведение для клавишных инструментов, в современном смысле — инструментальная пьеса быстрого, чёткого движения равными короткими длительностями. Обычно токката пишется для клавира или органа, но встречаются также токкаты для других инструментов.
Характерная черта токкат состоит в том, что технические фигуры постоянно проводятся в пьесе то в левой, то в правой руке. Образцы фортепианных токкат — у Р. Шумана, Ф. Мендельсона, К. Дебюсси, М. Равеля, С. С. Прокофьева, А. И. Хачатуряна, Д. Д. Шостаковича.
В XVI—XVIII веках органные токкаты писалась в свободной импровизационной форме, близкой к прелюдии или фантазии; обычно они создавались как вступительная часть инструментального цикла (например, циклы токкат у И. С. Баха).